# Solange Binotto Fagan
Solange Binotto Fagan (Rio Grande do Sul, 14 de dezembro de 1976) é uma professora universitária brasileira, vice-reitora e docente na Universidade Franciscana (UFN), vice-coordenadora do Instituto Nacional de Ciência e Tecnologia Nanomateriais de Carbono e coordena projeto de cooperação internacional entre Brasil, Portugal, Alemanha e Índia.

## Formação e Carreira
Fagan se mudou para Santa Maria em 1995 e, lá, se formou em Física pela UFSM, além de, futuramente, concluir o seu mestrado e doutorado pela mesma instituição.
Além disso, ela é professora na UFN, onde atua nas áreas de química e nanotecnologia. Ela é uma das principais responsáveis por incentivar a pesquisa e a inovação na instituição, promovendo projetos focados em sustentabilidade e na formação de novos pesquisadores na área de ciências exatas. Além disso, Fagan é vice-reitora da UFN e membro do Comitê de Assessoramento do CNPq (Conselho Nacional de Desenvolvimento Científico e Tecnológico) na área de Engenharia.

## Premiações
Em 2006, ganhou o prêmio L’Oréal-Unesco-ABC para Mulheres na Ciência e, em 2020, Solange Binotto recebeu o Prêmio Ana Primavesi, honraria concedida a pesquisadores com destaque na sustentabilidade e preservação ambiental. Este prêmio visa reconhecer personalidades que contribuem significativamente para a conservação do meio ambiente e o desenvolvimento de práticas agrícolas sustentáveis.